# Малое Отважное
Малое Отважное — посёлок в Багратионовском районе Калининградской области России. Входит в состав Нивенского сельского поселения.

## История
Первое название Кляйн Викбольд, состояла из нескольких усадьб, была включена в общину Уикболда.
1874 по 1895 год деревня была включена в административный округ Дальхайм (ныне Рощино), входивший в состав Кёнигсберга (Пруссия) (с 1939 года округ Самланд).
После этого Викбольд был преобразован в район Людвигсвальде (русский: Лесное) и оставался там до 1945 года.
Переименован в 1946 году.

## Население
| 2002 | 2010 |
| ---- | ---- |
| 15   | ↘12  |